# Landoma (langue)
Pour les articles homonymes, voir Landoma.
Le landoma, aussi appelé landouma ou landuma, est une langue atlantique Sud de la famille des langues nigéro-congolaises, parlée en Guinée et en Guinée-Bissau par les Landoma. Elle est proche du temne et du baga.
En 1991 on en dénombrait 14 400 locuteurs.

## Écriture
Le landoma n’a pas d’orthographe standardisée cependant une orthographe a été développée par Kirk Rogers dans les années 2000 ou un autre système graphique a été utilisé par Nina Romanovna Sumbatova.

## Prononciation
|             | Antérieures | Centrales | Postérieures |
| ----------- | ----------- | --------- | ------------ |
| Fermées     | i           |           | u            |
| Mi-fermées  | e           | ə         | o            |
| Mi-ouvertes | ɛ           | ə         | ɔ            |
| Ouvertes    |             | a         |              |

|            | Bilabiales | Bilabiales | Dentales | Dentales | Alvéolaires/palatales | Alvéolaires/palatales | Vélaires | Vélaires | Labiovélaires | Labiovélaires | Laryngales | Laryngales |
| ---------- | ---------- | ---------- | -------- | -------- | --------------------- | --------------------- | -------- | -------- | ------------- | ------------- | ---------- | ---------- |
| Occlusives | p          | b          | t        | d        |                       |                       | k        | (ɡ)      |               | ɡb            |            |            |
| Nasales    | m          | m          | n        | n        | ɲ                     | ɲ                     | ŋ        | ŋ        |               |               |            |            |
| Fricatives | f          | f          | s        | s        |                       |                       |          |          |               |               | h          | h          |
| Affriquées |            |            |          |          | c                     | c                     |          |          |               |               |            |            |
| Sonantes   | w          | w          | r, l     | r, l     | j                     | j                     |          |          |               |               |            |            |